# Susanne Börnike
Susanne Börnike (* 13. August 1968 in Brandenburg) ist eine ehemalige Schwimmerin, die für die DDR startete.

## Werdegang
Ihren ersten Titel gewann sie 1985, als sie DDR-Meisterin über 200 Meter Lagen wurde. Im selben Jahr erreichte sie bei den Schwimmeuropameisterschaften die Bronzemedaille über diese Strecke. Ihre Karrierehöhepunkte stellten der Europameistertitel 1987 in Straßburg über 100 Meter Brust und 1989 in Bonn über 200 Meter Brust dar. Außerdem konnte sie in Bonn zusätzlich noch mit der 4-mal-100-Meter-Lagenstaffel der DDR die Goldmedaille gewinnen.
Bei den Olympischen Sommerspielen 1988 in Seoul ging sie über 200 Meter Brust an den Start und konnte sich dort nur für das B-Finale qualifizieren, welches sie auch gewann und damit den neunten Gesamtrang belegte.

### DDR-Doping
Der ehemalige DDR-Schwimmer Michael Regner, welcher nach der Wende und friedlichen Revolution in der DDR ausführlich über die systematischen DDR-Dopingpraktiken erzählte, bestätigt, dass Susanne Börnike ihre Leistung mittels anaboler Steroide, wie Oral-Turinabol, illegal gesteigert hat.